# 云南省社会科学院
云南省社会科学院，成立于1980年，是云南省人民政府直属的省级综合性哲学社会科学研究机构。杨正权担任院长。

## 历史
云南省社会科学院成立于1980年。当时出任云南社科院副院长的饶华奠定了之后研究的三个重点：民族问题、经济建设问题、边境问题及东南亚问题。2006年，中共云南省委、云南省人民政府加挂了“云南省东南亚南亚研究院”牌子。2009年5月14日正式揭牌授予“云南智库”。2015年9月28日，组建成立中国（昆明）南亚东南亚研究院。

## 组成
云南省社会科学院直属研究所：
- 云南省社会科学院南亚所
- 云南省社会科学院东南亚所
- 云南省社会科学院民族学所[5]
- 云南省社会科学院社会学所
- 云南省社会科学院民族文学所
- 云南省社会科学院农村发展研究所
- 云南省社会科学院历史文献所
- 云南省社会科学院马列所
- 云南省社会科学院宗教所
- 云南省社会科学院哲学所
- 云南省社会科学院经济学所

拥有两个省级研究基地：
- 云南省宗教理论与政策研究基地[6]
- 云南藏区建设与发展研究基地[7]

## 学术刊物
主办公开学术刊物《云南社会科学》（1981年创刊）、《华夏地理》、《东南亚南亚研究》。主办专报等内刊《云南智库要报》、《东南亚南亚研究要报》、《云南智库建言献策》、《舆情信息》等，介绍云南社会科学发展情况的《云南社科动态》。还设有办公室、科研处、人事教育处等8个管理处室，图书馆、信息中心等3个科辅机构。1992年云南社科院图书资料大厦落成，各研究所资料藏书与人员合并，成立院情报资料中心。1996年，改为院图书馆。